# Museum der Volksarchitektur und des Lebens in den Karpaten
Das Museum der Volksarchitektur und des Lebens in den Karpaten (ukrainisch Музей народної архітектури та побуту Прикарпаття) ist ein Freilichtmuseum der Volksarchitektur 6 km südlich der ukrainischen Stadt Halytsch in dem Dorf Krylos.

## Beschreibung

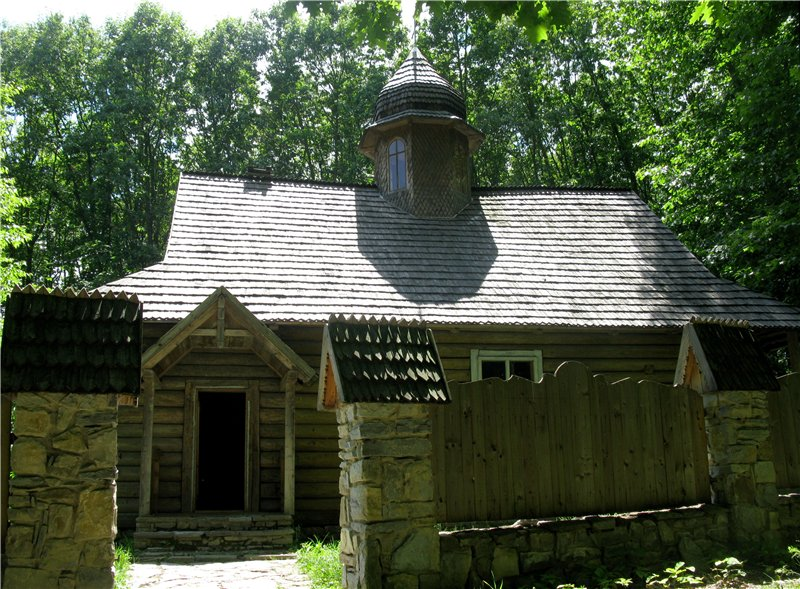
Holzkirche
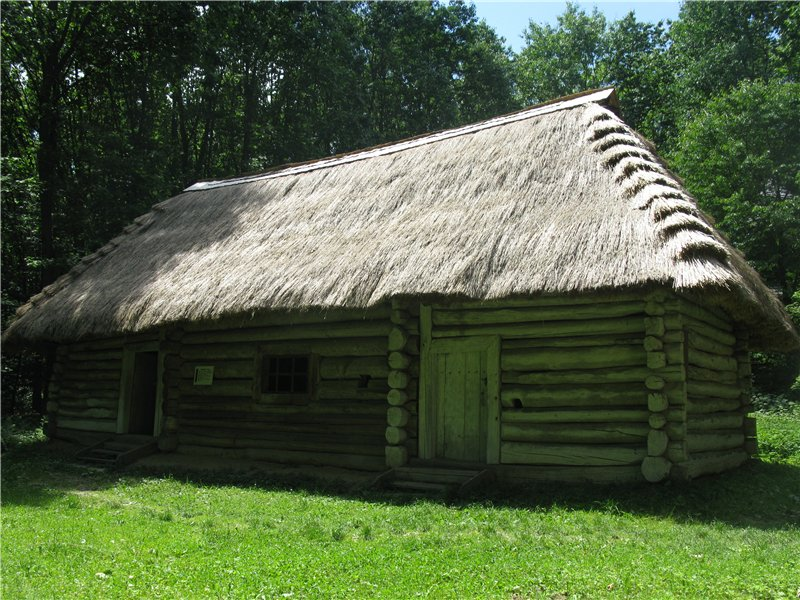
Haus aus Opole
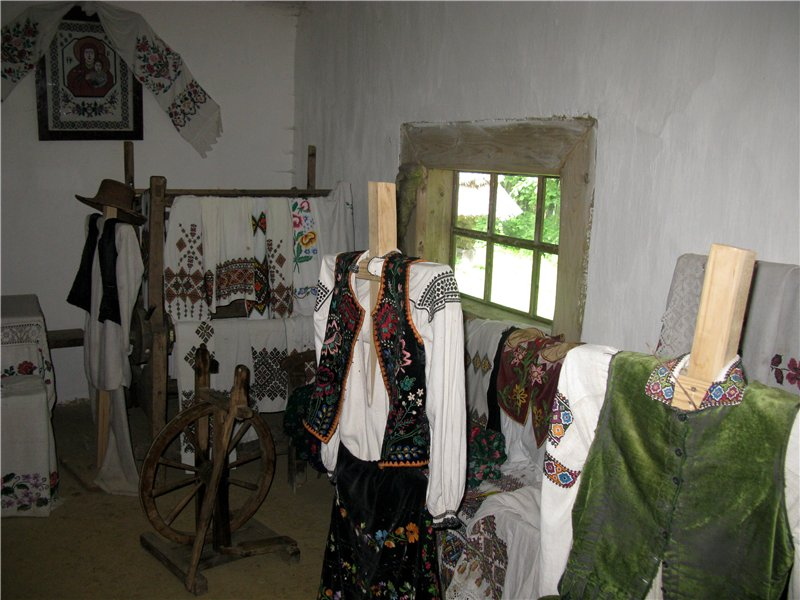
Wohnzimmer

Das Museum stellt die Architektur und das Leben der Bewohner der vier historischen Regionen der Waldkarpaten Pokuttya, Gutsulschinu, Boikivshchyna und Opole vom Ende des 17. bis zum Anfang des 20. Jahrhunderts dar. Das Museum ist Teil des Nationalreservats Historisches Halytsch. 
Das Freigelände erstreckt sich über 4,5 ha. Das Museum besitzt auch eine große Sammlung an Geschirr (Teller, Töpfe, Krüge), Trachten und anderer traditioneller Bekleidung wie auch an Tischdecken und Bettwäsche.
Die Baugruppe Pokuttya besteht aus einem für diese Region typischen Haus vom Ende des 19. oder Anfang des 20. Jahrhunderts und einer Ölmühle. 

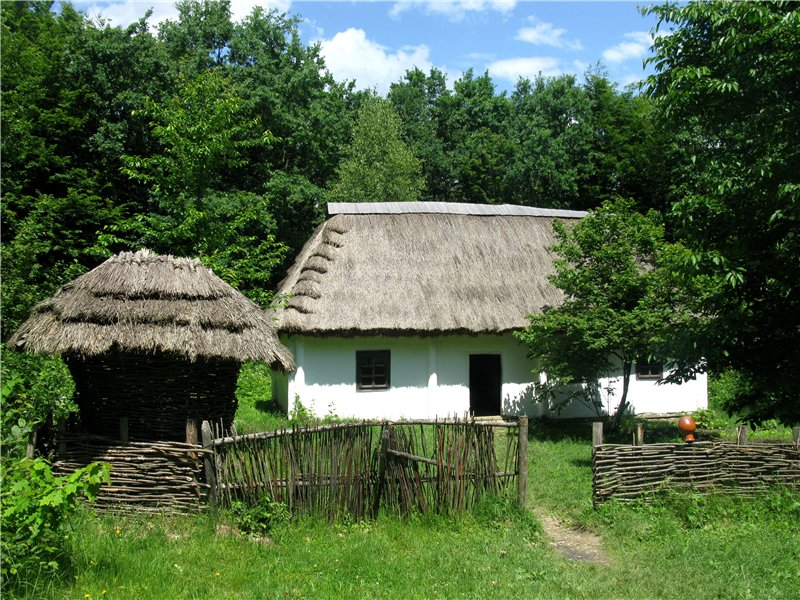
Haus aus Pokuttja
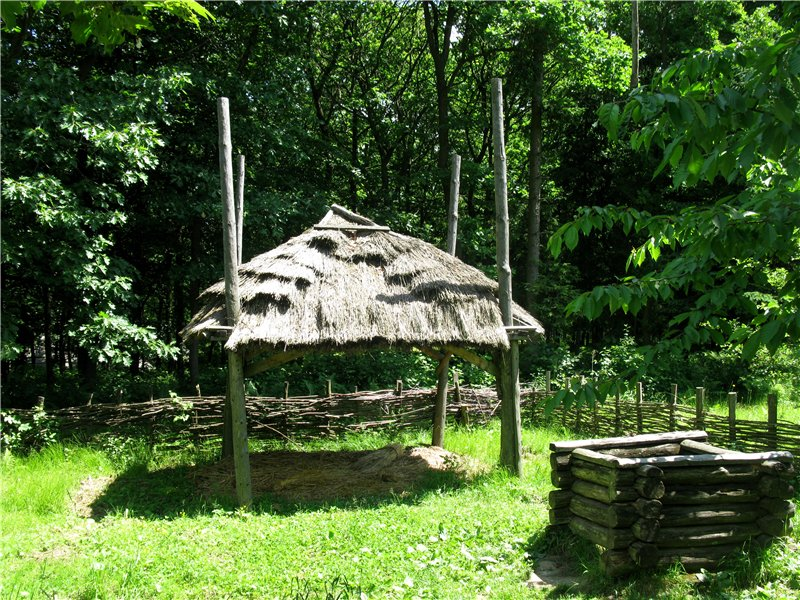
Haus und Wirtschaftsgebäude
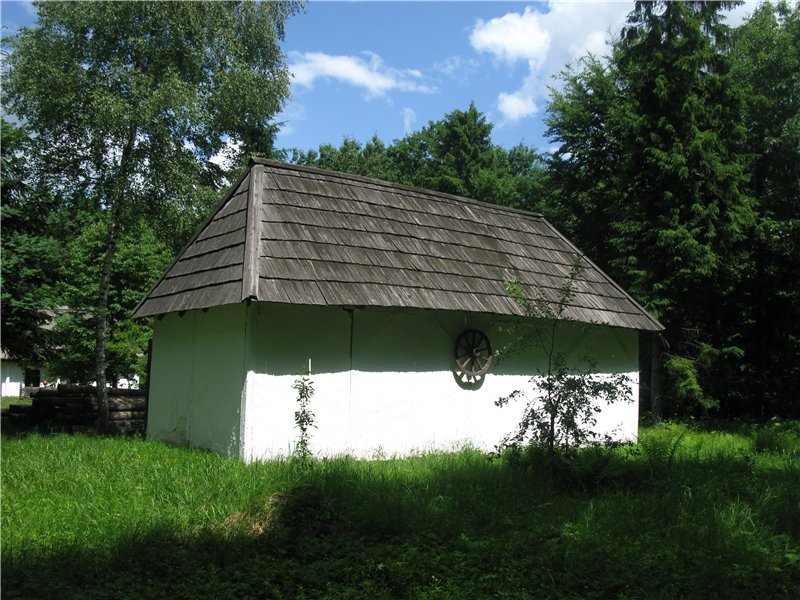
Ölmühle

Die Baugruppe Huzulschyna besteht aus einem Haus aus den 1940er-Jahren aus Worochta (Rajon Nadwirna) und einem typischen, aus Holz gebauten Gebäudekomplex aus Wohnhaus und Wirtschaftsgebäuden. Dieser ist von einer hohen Mauer mit einem großen Tor umgeben. Er diente als eine Art lokaler Festung, um der Bevölkerung Schutz vor Eindringlingen, wilden Tieren und Schneelawinen zu geben.

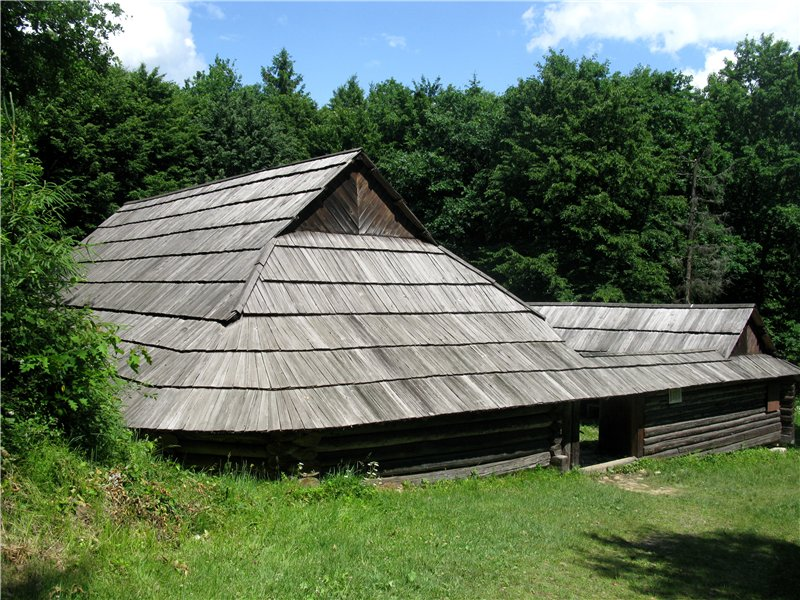
Hof der Huzulen
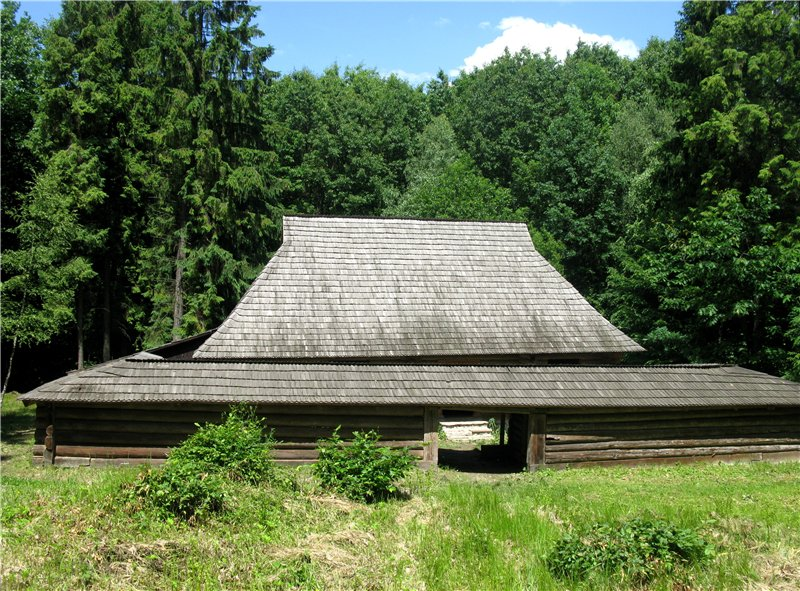
Graschda (Gutshof der Huzulen)
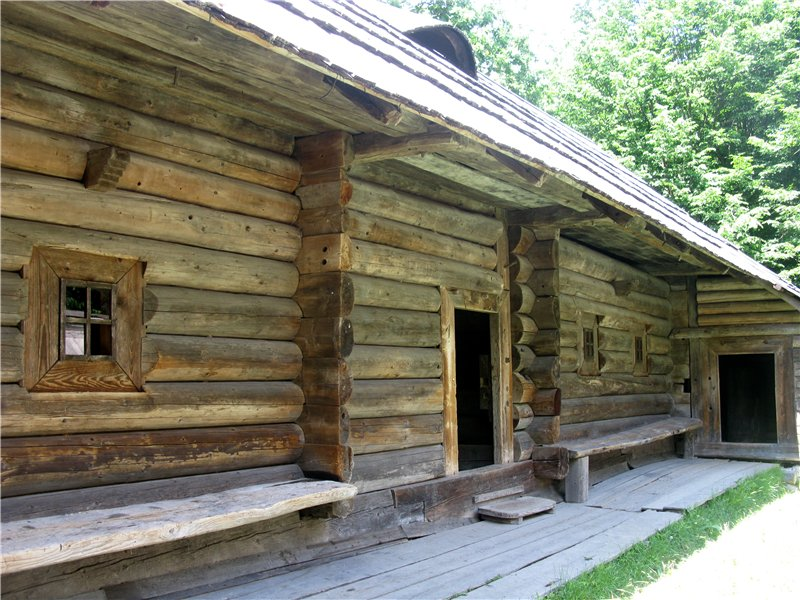
Huzulen Haus

Aus der Region Boikivschyna kommt ein 1787 gebautes Dreiraumhaus aus Polijanyzja.
Die Region Opole in Galizien ist mit einem Blockhaus aus dem 19. Jahrhundert aus dem Dorf Viktors und einer Holzkirche aus dem frühen Zwanzigsten Jahrhundert aus dem Dorf Poplanvnyky vertreten.
- Holzkirche
- Haus aus Opole
- Wohnzimmer